# Polygone gris
Polygonia progne
Espèce
Le Polygone gris, Polygonia progne, est une espèce de lépidoptères de la famille des Nymphalidae, de la sous-famille des Nymphalinae, de la tribu des Nymphalini et du genre Polygonia.

## Dénomination
Polygonia progne a été décrit par Pieter Cramer en 1775 sous le nom de Papilio progne.
Synonymes : Nymphalis progne (Cramer, 1775) ; Papilio progne Cramer, 1775 ; Polygonia l-argenteum Scudder, 1875.

### Sous-espèces
- Polygonia progne progne

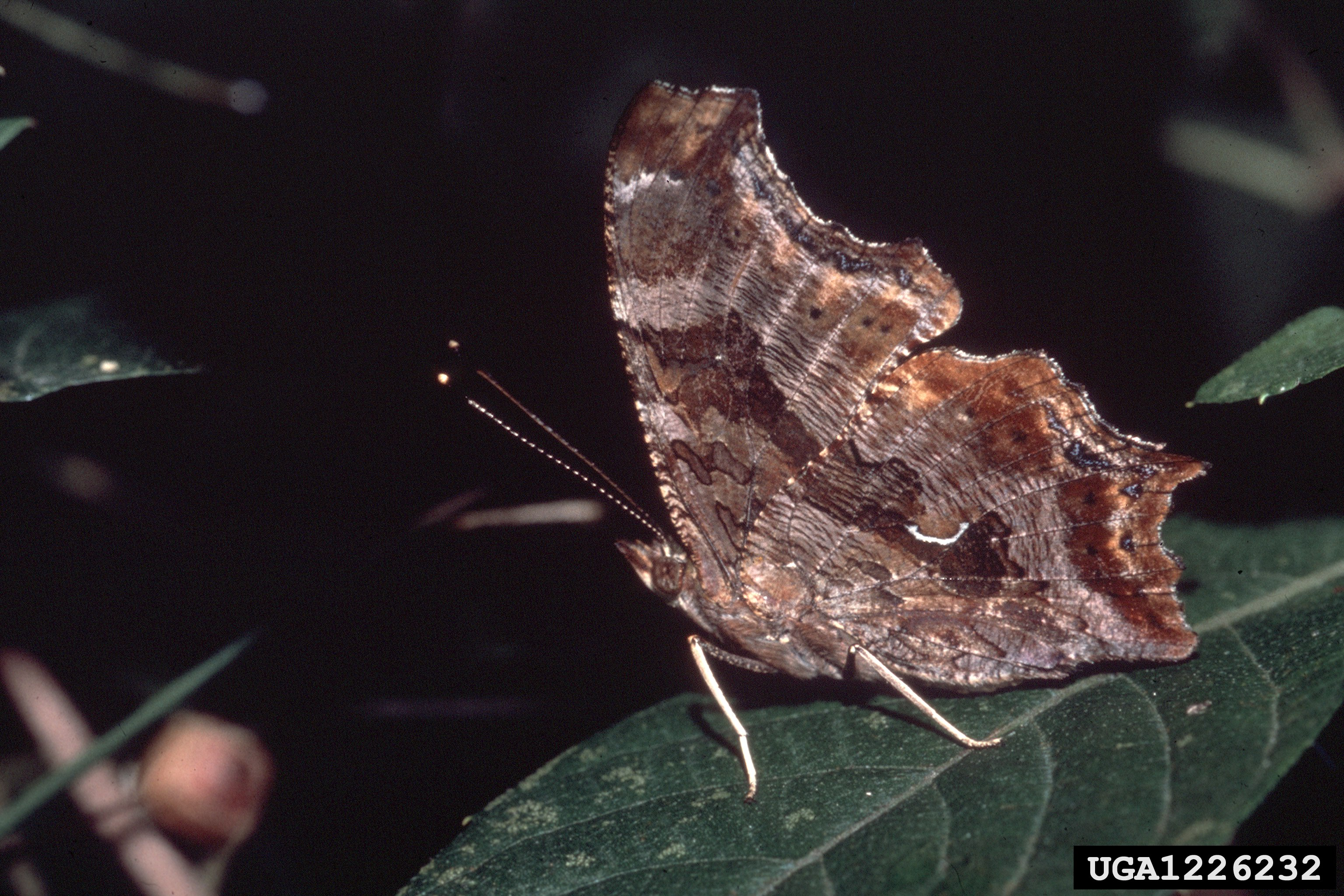
Revers d'un Polygone gris

- Polygonia progne nigrozephyrus (Scott, 1984)[1].

Polygonia progne nigrozephyrus est parfois traitée comme une espèce à part entière

### Noms vernaculaires
Le Polygone gris se nomme Gray comma en anglais.

## Description
Le Polygone gris est un papillon aux ailes très découpées, comme tous les Polygonia. Le dessus est de couleur rouge orange à large bordure marron avec une ornementation de quelques petites taches rondes marron et aux postérieures une suffusion rousse plus foncée.
Le revers grisâtre, finement strié de noir, est une livrée cryptique, faisant passer le Polygone gris pour une feuille morte. La marque argentée en forme de L à l'aile postérieure est petite.
Son envergure est comprise entre 44 et 63 mm,,.

### Chenille
La chenille est marron jaunâtre, ornée de lignes plus foncées et d'épines jaunes ou noires.

## Biologie

### Période de vol et hibernation
Le Polygone gris vole en deux génération. La génération hivernale émerge en octobre, hiverne et se réveille au printemps en avril. La femelle pond des œufs qui donneront les imagos de la génération estivale qui vole de juin à août et dont les œufs donnent les imagos de la génération hivernale.

### Plantes hôtes
Les plantes hôtes des chenilles sont des  Ribes dont Ribes inerme et Ribes leptanthum et des Rhododendron,.

## Écologie et distribution
Il est présent en Amérique du Nord, dans toutes les provinces du Canada au sud de la toundra, il est absent du Labrador et du sud de la Colombie-Britannique. Aux USA, il est présent dans tout le nord jusqu'en Californie, au nord de l'Utah, au Colorado, au Kansas, au nord de l'Arkansas, de l'Indiana et dans les Appalaches jusqu'en Caroline du Nord,.

### Biotope
Le Polygone gris réside dans les bois, les parcs, les jardins.

### Protection
Pas de statut de protection particulier pour la forme nominale..